# No te rindas (canción de Maná)
«No te rindas»  es la séptima canción del álbum de estudio Drama y luz de la banda mexicana Maná.

## Acerca de la canción
Esta canción fue compuesta por Fher Olvera, tanto su letra como su música. En cierta entrevista Álex González, baterista de la banda mencionó que es la primera vez que se realizaba una composición a tiempo de 3/4, además de que incluía la especie de un coro Gospel al inicio y en el transcurso de la canción, de esta manera lo asimila a una canción al estilo de la banda inglesa Queen.
Parte de su letra dice lo siguiente, "No te rindas mi vida, siembra unas flores de amor en tu herida, ay corazón siempre habrá un nuevo amanecer, sale el sol..." es una canción de esperanza, y a esto Fher Olvera mencionó en una entrevista en Argentina que se la dedicaban a Gustavo Cerati debido a su delicado estado de salud por un accidente después de una de sus presentaciones.
Esta canción incluye una versión alternativa, es la última del álbum Drama y luz.